# Шпанска империја
Шпанска империја (шп. Imperio español) представљала је једно од првих глобалних царства. Свој политички и привредни врхунац досегла је током владавине шпанских Хабзбурга током 16, 17. и 18. века, поставши прва суперсила свога доба, и прва империја за коју се говорило да у њој сунце никада не залази. Империјом је управљала шпанска круна смештена у Мадриду а обухватала је територије и колоније у Европи, Америци, Африци, Азији и Океанији. Настала је током Доба великих географских открића након Колумбових путовања. Ван Европе је обухватала Велике Антиле, половину Јужне Америке, највећи део средње и знатан део Северне Америке (укључујући данашњи Мексико, Флориду, југозапад и пацифичку обалу САД), као и бројне архипелаге у Тихом океану, међу којима су и Филипини.
Највећи део територије налазио се у оквиру Шпанске империје током три столећа, почевши од 1492. и шпанске колонизације Америке до почетка 19. века и борбе латиноамеричких народа за независност, када су у оквиру царства остали само Куба, Порторико и Филипини. Након Шпанско-америчког рата 1898, Шпанија је уступила преостале територије на Карибима и Пацифику Сједињеним Државама. Преостале афричке колоније независност су стекле 1975. године. Заједно са територијама Португалског царства, које је Шпанија контролисала од 1580. до 1640, са Шпанском империјом почела је европска доминација у свету.
Шпанска империја је оставила велико културно и језичко наслеђе, нарочито на Западној хемисфери. Данас шпанским језиком као матерњим говори више од 470 милиона људи, што га сврстава на друго место у свету. Друга важна културна тековина Шпанске империје је римокатолицизам, преовлађујућа религија међу домородачким становништвом новоосвојених земаља и Латинске Америке уопште.

## Појам Шпанске империје
Подручје Иберијског полуострва је од времена Старог Рима и током постојања Визиготског краљевства називано Хиспанија. Реконкиста је довела до настанка четири хришћанска краљевства: Кастиља, Арагон, Навара, и Португалија.
Католички краљеви (шп. Reyes Católicos) династичком су унијом Круне Кастиље и Круне Арагона започели стварање будуће Краљевине Шпаније. У овом раздобљу, шпански суверен је владао као монарх свом територијом царства преко полисинодијског система већа, иако је његова власт као краља или господара варирала у зависности од области, с обзиром да је свака област задржавала своје административне и судске надлежности. Јединство државе није значило и једнообразност.
Пошто је Круна Кастиље финансирала путовање Кристифора Колумба 1492. све новоосвојене територије у Америци потпале су под директну власт круне, тј. ни један кортес није имао надлежности над овим областима у било ком погледу. 
Стварањем Иберијске уније 1580. у саставу заједничке државе нашла се и Португалија са својим прекоморским поседима. Овај савез је трајао до 1640. а Португалија је током овог раздобља била краљевина у великој мери независна од Шпаније, иако су спољну политику водили шпански Хабзбурзи.
Неспорно је да су поседи шпанских краљева у Америци, Азији, Океанији и Африци били део Шпанске империје али постоје недоумице када се ради о европским поседима. На пример, Шпанска Низоземска је била посед шпанског краља, њоме су управљали шпански званичници и бранила ју је шпанска војска. Међутим, историчари попут Хенрија Кејмена сматрају да ова и неке друге територије у Европи нису у потпуности биле интегрисане у шпанску државу и да су у ствари представљале само шире Хабзбуршке поседе.

## Настанак

### Заузимање Канарских острва
Кастиља и Португалија су се током 15. века сукобили око територија и трговине у западном Атлантику. Португалија је добила неколико папских була којима је потврђена португалска власт над откривеним територијама али је и Кастиља успела да од папе издејствује заштиту својих права на Канарска острва, добијањем булâ Romani Pontifex 6. новембра 1436. и Dominatur Dominus 30. априла 1437. године. Заузимање Канарских острва, настањених народом Гванче, почело је 1402. током владавине Енрикеа III од Кастиље. Поход је започео нормански племић Жан де Бетанкур. Острва је коначно заузела кастиљанска војска крајем 15. века, Гран Канарију 1483, Ла Палму 1493, и Тенерифе 1496. године.

### Споразум у Алкасовасу и први колонијални рат
Португалија је 1471. открила Златну обалу у Гвинејском заливу. Иако су покушали да сакрију ово откриће Португалци у томе нису успели. Вест се брзо раширила што је довело до златне грознице. Хроничар Ернандо дел Пулгар је забележио да се слава о богатству Гвинеје „у лукама Андалузије раширила на такав начин да је свако желео да оде тамо“. Безвредне тричарије, маварски текстил, и изнад свега, шкољке са Канарских и Зеленортских острва размењиване су за злато, робове, слоновачу и гвинејски бибер.
Рат за кастиљанско наслеђе (1475-1479) омогућио је Католичким краљевима да не само нападну главни извор португалске моћи, него и да преузму ову лукративну трговину. Круна је званично организовала трговину са Гвинејом: свака каравела је морала да добије дозволу владе и да плати порез на једну петину од зараде.
Кастиљанске флоте су се сукобиле са португалским широм Атлантског океана. Зеленортска острва су привремено заузета 1476, као и Сеута исте године. Такође, Кастиљанци су напали и Азорска острва где су доживели пораз. Прекретницу је представљао рат из 1478. када је Фернандо послао кастиљанска флоту да покори Гран Канарију, међутим, она је доживела пораз уз губитке у људству и бродовљу. Поред тога, велика кастиљанска армада, пуна злата, заробљена је у одлучној бици за Гвинеју.
Ова битка је била кључна зато што је након ње, упркос напорима Католичких краљева, Шпанија све до завршетка рата није била у могућности да пошаље нове флоте ка Гвинеји, Канарским острвима или било ком делу Португалског царства.
Мировни споразум у Алкасовасу је потписан 4. септембра 1479. године. Њиме су призната права Кастиље на Канарска острва али је Португалија задржала све остале поседе као и монопол на рибарење и пловидбу дуж целе западне Африке. Споразумом је утврђена и интересна сфера између две земље, успостављањем принципа Mare Clausum (затворено море). Папа Сикст IV је потврдио овај споразум папском булом Aeterni regis издатом 21. јуна 1481.
Међутим, након овог пораза добра ствар за Шпанију је била та што није могла да се шири на југ па је морала да се усмери ка западу. То ју је подстакло да финансира Колумбову експедицију која је имала за циљ да открије пут до Азије и њених зачина. Самим тим ограничења наметнута Споразумом у Алкасовасу биће допуњена Споразумом у Тордесиљасу који ће омогућити равнотежу снага између два царства.

### Споразум из Тордесиљаса
Хуан II од Арагона је умро неколико месеци пре склапања Споразума у Алкасовасу. Престо је припао његовом сину Фернанду II који је тада био у браку са краљицом Кастиље, Изабелом. Њих двоје, Фернандо II и Изабела су постали познати као Католички краљеви, а њиховим браком створена је персонална унија између круна Арагона и Кастиље.
Након десетогодишњег Гранадског рата, Католички краљеви су 1492. коначно успели да истерају последњег маварског краља са Иберијског полуострва. После ове победе, Католички краљеви су се договорили са Кристифором Колумбом, морепловцем из Ђенове, да покуша да дође до Сипанга пловећи на запад. Уговором из Санта Феа, склопљеним 17. априла 1492, Колумба су Католички краљеви именовали за вицекраља и гувернера свих до сада откривених земаља и оних које евентуално открије; самим тим то је био први докуменат којим је успостављена административна организација у Индијама. Са Колумбовим открићима започела је шпанска колонизација Америке. Претензије Шпаније према овим областима су добиле на снази папским булама Inter caetera издатом 4. маја 1493, и Dudum siquidem издатом 26. септембра 1493, чиме је стечено право на већ откривене и све будуће територије.
С обзиром да су Португалци желели поштовање линије разграничења утврђене Споразумом у Алкасовасу морао је да се нађе компропис. То је постигнуто склапањем Споразума у Тордесиљасу 7. јуна 1494. и поделом планете на две хемисфере, од којих је једна припадала Шпанији а друга Португалији. Овим споразумом Шпанија је добила искључиво право да успоставља колоније у Новом свету од севера до југа, осим у данашњем Бразилу, као и да запоседне најисточније делове Азије. Споразум у Тордесиљасу потврдио је 24. јануара 1506. папа Јулије II булом Ea quae pro bono pacis. На ширење и колонизацију Шпанија је била вођена економским интересима, жељом да унапреди национални престиж, као и да рашири католицизам у Новом свету.
Такође, Споразумом у Тордесиљасу и Споразумом у Синтри 18. септембра 1509. одређене су границе Краљевства Фес, док је изван ових граница била дозвољена кастиљанска експанзија, која је почела заузимањем Мелиље 1497. године.

### Сукоби у Италији
Ради изоловања свог дугогодишњег непријатеља Француске, Католички краљеви су плански венчавали своју децу са члановима других владарских породица. Тако су шпански принчеви ступили у бракове са наследницама португалског и енглеског трона, као и династије Хабзбург. Пошто је Напуљско краљевство било у вазалном односу према Шпанији, Католички краљеви су одлучили да им пруже подршку у рату са Шарлом VIII у Италијанским ратовима. Као краљ Арагона, Фернандо је био увучен у сукоб против Француске и Венеције због превласти у Италији; ови сукоби су постали средиште Фернандо спољне политике. Током борби шпанске снаге су стекле репутацију непобедивости која се одржала до половине 17. века.
Након смрти краљице Изабеле, Фернандо је самостално владао. Тада почиње да примењује знатно агресивнију политику него што је то чинио током Изабелина живота, ширећи шпанску сферу утицаја на Италију и сукобљавајући се са Француском. Фернандо је шпанске трупе први пут ангажовао 1509. у Рату Камбрејске лиге против Венеције као савезник Француске. Годину дана касније придружио се Камбрејској лиги и ушао у сукоб са Француском. Циљ му је био запоседање Милана — на који је полагао наследно право — и Наваре. У овом сукобу Француска је поражена па је 1516. морала да пристане на примирје којим је препустила Милано и Горњу Навару Шпанцима.

### Папске буле и Индије
Папском булом Inter caetera, папе Александра VI, призната је власт над новооткривеним земљама краљевима Кастиље и Леона и њиховим наследницима. Према Споразуму у Сеговији из 1475. за Фернанда се у булама наводи да је он краљ Кастиље и да ће након његове смрти Индије постати део круне Кастиље.
Споразумом у Виљафафили 1506. године краљ Фернандо II се одрекао не само владавине над Кастиљом у корист свог зета Филипа I, него и титуле господара Индија, задржавши само половину прихода које је остваривао у краљевинама Индијама. Хуана од Кастиље и Филип су одмах након тога себи придодали титуле краљева Индије, острва и Земље Пацифичког океана (шп. reyes de Indias, islas e Tierra del Mar Océano). Међутим, Споразум из Виљафафиле није дуго био на снази јер је Филип убрзо умро. Фернандо се на престо вратио као регент од Кастиље и господар Индија.
Прекоморске територије потврђене папским булама су коначно постале власништво круне Кастиље након смрти Изабеле 1504. и Фернанда 1516. године. Ово су уредили наредни владари, почевши од Карла I 1519. године, који је декретом јасно дефинисао статус нових прекоморских територија.
Што се тиче политичког статуса Индија, требало је да се оне трансформишу из лордстава Католичких краљева у краљевине за наследнике круне Кастиље. Иако је булама Александра VI дата пуна, слободна и свемогућа моћ Католичким краљевима, они нису владали Индијама као да су њихов приватни посед већ као јавно добро путем државних органа и власти из Кастиље, а када су те територије припале круни Кастиље краљевска власт је потпала под законе Кастиље.

### Прве насеобине у Америци и власт круне
Уговором из Санта Феа кастиљанска круна је Кристифору Колумбу гарантовала власт над новооткривеним територијама уз његово признавање суверенитета круне Кастиље. Колумбо је тако добио могућност да врши истраживања и насељавање овог подручја, као и да убире приходе. Почетак колонизације овог подручја прожет је несугласицама између Кристифора Колумба и његове шире породице, са једне стране, и напора круне да ограничи права која му је зајамчила Уговором из Санта Феа, с друге стране.
Прве шпанске насеобине у Новом свету основане су на подручју Кариба. Оне су биле полазне тачке за даљу колонизацију Америке. У колонијама су Шпанци добили могућност да користе домороце као робовску радну снагу путем енкомјенда. Систем организације успостављен на Карибима примењен је широм шпанског дела Америке. Убрзо је значај Кариба опао, јер је покорено Астечко царство као и Царство Инка.
На острву Хиспаниола, нешто касније на Куби и Порторику, основане су прве сталне европске насеобине. Колумбо је сматрао да становници колонија треба да се баве производњом и да врше размену са месним становништвом. Међутим, шпанске колоније у Новом свету су грађене по принципу великих трајних насеобина са институцијама које је требало да у потпуности дочарају кастиљански начин живота. Током Колумбовог другог путовања 1493. године, у Нови свет је дошао велики број колониста ради остварења овог начина живота. Колумбов брат Бартоломео основао је 1496. године град Санто Доминго на Хиспаниоли.
Кристифор Колумбо је на тле континенталног дела Америке ступио 1498. године. Католички краљеви су за ово откриће сазнали у мају 1499. године. Они су искористили побуну против Колумба на Хиспаниоли и именовали су Франсиска де Бобадиљу за гувернера Индија, давши му јурисдикцију над подручјем које је открио Колумбо. Међутим, њега је убрзо заменио Николас де Овандо. Сада је круна била та која је давала овлашћења појединцима за путовања у Индије путем краљевских дозвола а од 1503. монопол круне био је осигуран успостављањем Касе де контратасјон (шп. Casa de Contratación) у Севиљи. Колумбови наследници су се до 1536. парничили са круном око Уговора из Санта феа у Колумбовској парници (шп. Pleitos colombinos).
У Шпанији, Индијама су се бавили бискуп Фонсека између 1493. и 1516, и поново између 1518. и 1524, након што је за ову област кратко био задужен Жан ле Соваж. Након 1504. уведена је функција секретара, коју је од 1504. до 1507. обављао Гаспар де Грисио, између 1508. и 1518. Лопе де Кончиљос, и након 1519. Франсиско де лос Кобос.
Године 1511. основана је Хунта Индијâ као стално тело Савета Кастиље. Њен задатак је био покретање питања око Индијâ. Касније ће ова хунта прерасти у Веће Индија. Хуан Понсе де Леон је покорио Порторико 1508. а Дијего Веласкез је заузео Кубу.
Одбор морепловаца је 1508. године у Бургосу донео закључак да је неопходно основати насеобине на континенталном делу Америке. За спровођење овог пројекта одабрани су Алонсо де Охеда и Дијего де Никеса, као гувернери подређени гувернеру Хиспаниоле Дијегу Колумбу, који је имао иста законска овлашћења као и претходни гувернер Индијâ, Овандо. Санта Марија ла Антигва дел Даријен у Кастиљи де Оро била је прва насеобина на континенталном делу Америке а основао ју је Васко Нуњез де Балбоа 1510. године. Балбоа је 1513. прешао Панамску превлаку предводећи прву европску експедицију која је угледала Тихи океан са западне обале Новог света.
Пресудом у Севиљи 5. маја 1511. призната је вицекраљевска титула Дијегу Колумбу али је његова власт ограничена на Хиспаниолу и острва која је открио његов отац, Кристифор Колумбо. Поред тога његову власт су ограничавали краљевски чиновници и судије чиме је успостављена двојна управа. Самим тим, краљ Фернандо II од Арагона, као намесник своје ћерке краљице Хуане, одвојио је територије на континенту, познате као Кастиља де Оро, од вицекраља Хиспаниоле, именујући Педраријаса Давилу 1513. године за генерал пуковника са овлашћењима сличним вицекраљу. Балбоа је задржао управу над Панамом и Коибом, на пацифичкој обали, које су после његове смрти враћене Кастиљи де Оро. Подручје Кастиље де Оро није обухватало Верагву (област између реке Чагрес и рта Грасијас а Диос), јер је оно било предмет спора између круне и Дијега Колумба, као ни северније области према Јукатану, која су открили Јањез Пинзон и Солис 1508. и 1509,, због велике удаљености. Због сукоба са краљевим чиновницима и са краљевском аудијенцијом (шп. Audiencia Real) у Санто Домингу 1511. године, Колумбо је морао да се врати у Шпанију.

### Походи у Африци
Након заузимања Мелиље 1497, Фердинанд Католички започео је шпанску експанзионистичку политику у северној Африци. Кастиља је освојила неколико градова и лука на северној обали Африке: Мазалкивир (1505), Пењон де Велез де ла Гомера (1508), Оран (1509), Алжир (1510), Беџаја (1510) и Триполи (1511). На атлантској обали Шпанија је 1476. заузела острво Санта Круз де ла Мар Пекења, које је задржала до 1525. након споразума у Синтри из 1509. године.

## Владавина Хабзбурга (1516–1700)
Раздобље од почетка 16. до половине 17. века представља „златно доба Шпаније“ (шп. Siglo de Oro). Унук Католичких краљева, Карло V, наследио је шпански трон 1517. године. Тиме је стекао власт над шпанским поседима у Америци, поседима Арагона у Средоземљу (укључујући велике делове Италије), поседе у Немачкој, Белгији и Низоземској, Франш-Конте, и Аустрију. Власт над Аустријом као и друге наследне поседе Хабзбурговаца одмах је проследио свом брату Фердинанду.
Након смрти свог деде цара Максимилијана, Карло V је изабран за цара Светог римског царства. Тиме је постао најмоћнији човек у Европи а власт коју је имао није надмашена све до појаве Наполеона. У то доба често се говорило да је то империја у којој сунце никада не залази. Овом државом се управљало из Севиље где се налазила Casa de Contratación која је регулисала трговину са Индијама и давала дозволе за исељавање у Нови свет. Врховно тело за управу над Индијама био је Савет Индија, основан 1524. године.
Током првих тридесет година постојања колонија у Америци Кастиља није имала велике користи. Новооткривене земље нису подстакле развој трговине и индустрије. Ствари су почеле да се мењају током двадесетих година 16. века када је у области Гванахуато у Мексику почело вађење сребра у великим количинама а поготово 1546. када су почели са радом рудници сребра Закатекас у Мексику и Потоси у Горњем Перуу (данашњој Боливији). Процењује се да је током 16. века Шпанија из Америке донела злато и сребро у вредности од 1.500 милијарди америчких долара из 1990. године. Међутим, ови племенити метали су допринели опадању привредне моћи и појави инфлације у Шпанији током последњих деценија 16. века. Смањено је било интересовање за обављање трговине и занатства што је додатно подстакло и протеривање Јевреја 1492. и Мориска 1609. године. Огроман увоз сребра на крају је учинио Шпанију превише зависном од увоза сировина и производа из других земаља.
Богатији део становништва више је желео да своје богатство инвестира у финансирање јавног дуга, који је подмириван увозом сребра, него да уложи у производњу и унапређење пољопривреде. Захваљујући оваквим поступцима Шпанија се, у поређењу са другим западноевропским земљама, знатно касније ослободила средњовековних предрасуда о мануелном раду као нечему нечасном. Сребро и злато из Америке је подстакло економске и друштвене револуције у Белгији и Низоземској, Француској, Енглеској и другом деловима Европе, док је Шпанију онемогућило у томе. Интелектуалци у Саламанканској школи и арбитристи су разматрали проблем инфлације у Шпанији али нису успели да утичу на власт.
Династија Хабзбурга је потрошила кастиљанско и америчко благо на ратове широм Европе ради хабзбуршких интереса, неплаћајући своје дугове неколико пута, због чега је Шпанија неколико пута банкротирала. Ови проблеми су довели до бројних побуна широм царства, међу којима се истиче Побуна комунероса, али су све те побуне угушене.
Хабзбурговци су имали неколико политичких циљева:
- Приступ ресурсима у Америци (злато, сребро, шећер) и производима из Азије (порцелан, зачини, свила)
- Подривање моћи Француске и њено спречавање да се прошири преко својих источних граница
- Очување католичке и хабзбуршке хегемоније у Немачкој, одбрана католицизма од протестантске реформације. Карло је покушао да реформацију Скупштином у Вормсу али Мартин Лутер је одбио да се одрекне своје „јереси“. Међутим, Карлова побожност није спречила његове побуњене војнике да опљачкају Свету столицу током Пљачке Рима.
- Одбрана Европе од ислама, првенствено од Османског царства.
- Ширење хришћанства на америчке домороце.

### Шпанска интервенција у Европи

#### Борбе Карла V за Италију
Устоличењем Карлоса I 1516. и његовим избором за суверена Светог римског царства 1519. године, Франсоа I се нашао окружен територијама под влашћу Хабзбурговаца. Његовим нападом на шпанске поседе у Италији 1521. започео је други рат у француско-шпанском сукобу. Рат се завршио погубно по Француску, поражена је у биткама код Бикоке (1522) и Павије (1525) у којој је Франсоа I заробљен и одведен у Мадрид, и код Ландријана (1529) након које је Франсоа попустио и одрекао се претензија ка Италији.
Шпанско-немачке царске трупе су након победе код Павије опустошиле Рим 1527. године. Претпоставља се да је одбијање папе Климента VII да 1533. године поништи први брак Хенрија VIII и Катарине од Арагона било мотивисано његовом жељом да не увреди цара Карла V јер би онда вероватно Рим био поново разрушен. Миром у Барселони 1529, склопљеним између Карла V и папе Климента VII, успостављене су тешње везе између два поглавара. Шпанија је проглашена заштитником католицизма Карло је крунисан за краља Италије. За узврат Шпанија се обавезала да ће интервенисати против одметнуте Републике Фиренце. Чувени адмирал Андреа Дорија је 1528. ступио у службу Карла V да би протерао Французе и обновио независност Ђенове.
Франсоа I је 1543. у савезништву са османским султаном Сулејманом величанственим окупирао град Ницу, који је био под шпанском контролом. Хенри VIII је заједно са Карлом V напао Француску. Иако су Шпанци поражени у бици код Черезоле у Савоји, француска армија није могла да озбиљније запрети Милану, којим су владали Шпанци, а на северу је доживела пораз од војске Хенрија VIII, услед чега је морала да прихвати неповољне мировне одредбе. За то време Аустријанци, предвођени Карловим млађим братом Фердинандом, наставили су да се боре против Османлија на истоку. Карло је морао да се позабави старим проблемом: Шмалкалдским савезом.

#### Верски сукоби у Светом римском царству
Шмалкалдски савез је склопио пакт са Французима а покушаји њеног поткопавања у Немачкој су одбијени. Након пораза Франсое I 1544. године поништен је савез са протестантима па је Карло решио да искористи ту прилику. Пошто није постигнут договор на Тридентском сабору 1545. дошло је до сукоба са протестантима. Вође Шмалкалдске лиге, Јохан Фридрих и Филип I од Хесена, процениле су да би требало да превентивно нападну католике све док Карло не окупи већи број плаћеника.
Одлучујућу победу над протестантима Карло је извојевао у бици код Милберга 1547. године. Мир у Аугзбургу из 1555. склопљен између Карла V и протестантских принчева, почивао је на крилатици Cuius regio, illius religio, непопуларном становишту код шпанског и италијанског католичког клера. Карловом интервенцијом у Немачкој Шпанија ће постати заштитник католицизма и Хабзбурговаца и Светом римском царству. Овај преседан ће седам деценија касније увести Шпанију у сукоб након ког ће изгубити статус водеће европске силе.

#### Ратови Филипа II у Европи
Политичку визију Филипа II, јединог законитог сина Карла V, одређивала су три начела: хиспанизам, германизам и универзализам. Кастиљу је дефинисао као темељ свог царства али она није могла да му омогући довољан број људи за све подухвате које је предузимао. Са својим стрицом Фердинандом поделио је аустријске поседе а полусестру Маргарету од Парме именовао је за гувернера Низоземске. 
Филип II је предводио Шпанију у последњим окршајима током Италијанских ратова. Његова војска је извојевала одлучујућу победу над Французима код Сент Кентена 1557. и код Гравелина 1559. године. Миром у Като-Кембрезију, потписаном 1559, признато је право Шпаније на поседе у Италији. 
Филип II је био краљ консорт Енглеске захваљујући браку са католикињом Маријом Тјудор, кћерком Хенрија VIII и његове прве супруге Каталине од Арагона. Након Маријине смрти престо у Енглеској је преузела њена полусестра Елизабета. Она је радила на обнови англиканства као званичне религије у Енглеској. Ради тог циља, пружала је подршку протестантима на континенту, што је довело до сукоба са Шпанијом. 
Маргаретино непознавање ситуације у Низоземској и лоше управљање довело је до побуне локалног становништва и јачање протестантске реформације. Томе је Филип II одлучио да се супротстави 1556. године слањем једног од својих најбољих генерала, Фернанда Алвареза де Толеда, војводу од Албе, који је добио најшира овлашћења за обуздавање побуне. Његова страховлада довела је до још већег продубљивања јаза између протестаната и католичког цара. Вилем I Орански покушао је 1568. да истера Албу из Низоземске али у томе није успео. То је био почетак Осамдесетогодишњег рата чији је исход био независност Уједињених покрајина. Шпанци су били веома мотивисани да успоставе ред на овом подручју с обзиром да се тамо налазила изузетно важна лука у Антверпену, трговачком средишту тадашње Европе. Према Лик-Норману Телијеу процењује се да је лука у Антверпену доносила шпанској круни седам пута веће приходе него њено прекоморско царство.
Нова побуна избила је на северу међу рибарима из Холандије, Гелдерленда, Зеланда, Утрехта и Фризије, следбеницима калвинистичког учења. Морски просјаци (хол. watergeuzen) су 1572. године, уз помоћ француских хугенота и краљице Елизабете, заузели више градова у приобаљу Низоземске. Након што је једна регимента шпанске војске опљачкала Антверпен 1576. јужне покрајине Низоземске дигле су се против шпанске власти. Општи сталежи Низоземске захтевали су да шпанска пешадија напусти Низоземску. Филип је на то одговорио слањем појачања под вођством Алесандра Фарнезеа, сина његове полусестре Маргарете од Парме. Фарнезе је успео да стварањем Араске уније окупи јужне покрајине у Шпанску Низоземску, данашњу Белгију. Као одговор протестаната формирана је Утрехтска унија, која је 1581. званично одбацила Филипа као суверена. 
Након смрти португалског краља Енрикеа I, Филип је испољио претензије на његов престо. У јуну 1580. послао је војску предвођену војводом од Албе у Лисабон ради преузимања престола. Недуго затим Филип је преместио двор у Лисабон, ради успостављања власти у Португалији. Овим је Филип II остварио сан својих предака Католичких краљева о владавини над целим Иберијским полуострвом. Две године касније двор је враћен у Мадрид. За остваривање контроле над Португалијом била су потребна огромна средства а Шпанија се још увек опорављала од банкрота из 1576. године. Ни убиство вође низоземских побуњеника Вилема I Оранског није допринело окончању рата на северу. Краљица Елизабета је 1586. послала помоћ протестантима у Низоземској и Француској а сер Франсис Дрејк је вршио нападе на шпанске трговачке бродове на Карибима и на Пацифику. 
Смакнуће шкотске краљице Марије Стјуарт 1587. године било је повод да Филип II нападне Енглеску. На овај чин подстакла га је нарастајућа моћ енглеске морнарице која је све више угрожавала хиспанско-португалску империју. За овај подухват оформљена је огромна флота бродова названа Непобедива армада, предвођена Алонсом Перезом де Гузманом. Шпанска армада је претрпела значајне губитке у Ламаншу а због Перезове наредбе да се у Шпанију врати заобилазним путем, око британских острва, изгубила је значајан број пловила. Овај пораз нанео је штету међународном угледу Шпаније али је није уништио као поморску силу. Међутим, пораз Дрејк-Норисове експедиције код обала Португалије и Азорских острва 1589. представљао је прекретницу током Англо-шпанског рата од 1585. до 1604. године. Шпанска морнарица је постала ефикаснија у пребацивању великих количина сребра и злата из америчких колонија и успешно је одбијала енглеске нападе.   
Током последњих година владавине Филипа II Шпанија је водила дефанзивну политику и учествовала у неколико ратних сукоба. Филип II се умешао у верске ратове у Француској и стао на страну католика у борби против Анрија Бурбонског. Након што се Анри вратио католицизму и постао краљ Француске као Анри IV грађански сукоб прерастао је у отворени рат између Шпаније и Француске, који је окончан миром у Вервину маја 1598. године. Поред овог Шпанија је и даље водила рат у Низоземској безуспешно покушавајући да угуши побуну Уједињених покрајина. Након смрти Филипа II англо-хиспански сукоб потрајао је још шест година до закључивања мира.

### Цитирана библиографија
- Arranz Márquez, Luis (1982). Don Diego Colón, almirante, virrey y gobernador de las Indias. CSIC. стр. 89—90. ISBN 978-84-00-05156-3.
- Brewer Carías, Allan-Randolph (1997). La ciudad ordenada. Instituto Pascual Madoz, Universidad Carlos III. стр. 69. ISBN 978-84-340-0937-0.
- Burbank, Jane; Frederick Cooper (2010). Empires in World History: Power and the Politics of Difference. Princeton University Press. стр. 120—121. ISBN 978-0-691-12708-8.
- Cortesão, Jaime (1990). Os Descobrimentos Portugueses. Imprensa Nacional-Casa da Moeda. стр. 551. ISBN 9789722704229.
- Díaz del Castillo, Bernal (2005).  José Antonio Barbón Rodríguez, ур. Historia verdadera de la conquista de la Nueva España: Manuscrito "Guatemala". UNAM. стр. 656. ISBN 978-968-12-1196-7.
- Diego-Fernández Sotelo, Rafael (1987). Las capitulaciones colombinas. El Colegio de Michoacán A.C. стр. 139. ISBN 978-968-7230-30-6.
- Diffie, Bailey Wallys; Winius, George Davison (1977). Foundations of the Portuguese Empire, 1415–1580. University of Minnesota Press. стр. 173. ISBN 978-0-8166-0782-2.
- Edwards, John; Lynch, John (2005). Edad Moderna: Auge del Imperio, 1474–1598. 4. Editorial Critica. стр. 290. ISBN 978-84-8432-624-3.
- Elliott, John Huxtable (2007). Empires of the Atlantic World: Britain and Spain in America 1492–1830. Yale University Press. стр. 120. ISBN 978-0-300-12399-9.
- Farazmand, Ali (1994). Handbook of bureaucracy. M. Dekker. стр. 12–13. ISBN 978-0-8247-9182-7.
- Fernández Herrero, Beatriz (1992). La utopía de América: teoría,  leyes, experimentos. Anthropos Editorial. стр. 143. ISBN 978-84-7658-320-3.
- Gómez Gómez, Margarita (2008). El sello y registro de Indias: imagen y representación. Böhlau Verlag Köln Weimar. стр. 84. ISBN 978-3-412-20229-3.
- Haring, Clarence (1947). The Spanish Empire in America. Oxford University Press. стр. 102-118.
- Lynch, John (2007). Los Austrias (1516-1700). Editorial Critica. стр. 203. ISBN 978-84-8432-960-2.
- Martínez Peñas, Leandro (2007). El confesor del rey en el Antiguo Régimen. Editorial Complutense. стр. 213. ISBN 978-84-7491-851-9.
- McAlister, Lyle N. (1984). Spain and Portugal in the New World, 1492–1700. U of Minnesota Press. стр. 69. ISBN 978-0-8166-1218-5.
- Mena García, Carmen (2003). „La Casa de la Contratación de Sevilla y el abasto de las flotas de Indias”.  Ур.: Antonio Acosta Rodríguez; Adolfo Luis González Rodríguez; Enriqueta Vila Vilar. La Casa de la Contratación y la navegación entre España y las Indias. Universidad de Sevilla. стр. 242. ISBN 978-84-00-08206-2.
- Presa González, Fernanado; Grenda, Agnieszka Matyjaszczyk (2003). Madrid a los ojos de los viajeros polacos : un siglo de estampas literarias de la Villa y Corte (1850–1961) (1. изд.). Madrid: Huerga & Fierro. ISBN 9788483744161.
- Ruiz Martín, Felipe (1996). La proyección europea de la monarquía hispánica. Editorial Complutense. стр. 473. ISBN 978-84-95983-30-5.
- Sánchez Prieto, Ana Belén (2004). La intitulación diplomática de los Reyes Católicos: un programa político y una lección de historia (PDF). III Jornadas Científicas sobre Documentación en época de los Reyes Católicos. стр. 296.
- Sibaja Chacón, Luis Fernando (2006). El cuarto viaje de Cristóbal Colón y los orígenes de la provincia de Costa Rica. EUNED. стр. 117. ISBN 978-9968-31-488-6.
- Tracy, James D. (1993). The Rise of Merchant Empires: Long-Distance Trade in the Early Modern World, 1350–1750. Cambridge University Press. стр. 35. ISBN 978-0-521-45735-4.